# Flaki z olejem
Flaki z Olejem – drugi album studyjny polskiej grupy muzycznej Kabanos, którego premiera nastąpiła 5 czerwca 2010 roku. Album ten, podobnie jak debiutancki, został wydany przez zespół niezależnie, z dystrybucją w całej Polsce przez firmę Fonografika. Płyta zawiera 12 utworów utrzymanych w stylistyce metalu alternatywnego, comedy rocka i hard rocka.

## Lista utworów
1. „Jagoda” (03:40)
2. „Buda dla Azora” (04:15)
3. „Klaun” (03:50)
4. „Zupa kalafiorowa” (04:02)
5. „Koza” (01:32)
6. „Mordy” (03:45)
7. „Czołg” (04:23)
8. „Margaryna” (04:36)
9. „Chmurki” (03:32)
10. „Wampirzyca” (03:31)
11. „Zamknięte główki” (04:33)
12. „Dobranocka” (04:52)

## Skład
- Zenon Kupatasa – wokal
- Leszek Pszenica – gitara
- Lodzia Pindol – gitara
- Ildefons Walikogut – gitara basowa
- Hipolit Gołowąs – perkusja